# Raphaël Lévy (marchand)
Ne doit pas être confondu avec Raphaël Lévy.
Raphaël Lévy est un marchand de bestiaux juif de Boulay, en Moselle, du XVIIe siècle. A l'exception de l'affaire à laquelle il a donné son nom, on ne connaît pas sa vie. Son affaire a été étudiée notamment par l'historien et sociologue Pierre Birnbaum.

## Affaire Raphaël Levy
Le matin du mercredi 25 septembre 1669, Raphaël Levy, se rend à cheval à Metz, à une trentaine de kilomètre de chez lui, pour, en vue de Yom Kippour, acheter des provisions, dont un shofar. Il est de retour chez lui dès le milieu de l’après-midi. Ce même jour, Didier, le fils de trois ans de Gilles Le Moyne et de Mangeotte Villemin, habitant à Glatigny, disparaît. Raphaël Levy est rapidement accusé d'avoir enlevé l'enfant : deux témoins assurent avoir reconnu le petit Didier attaché au cheval de Raphaël Lévy. 

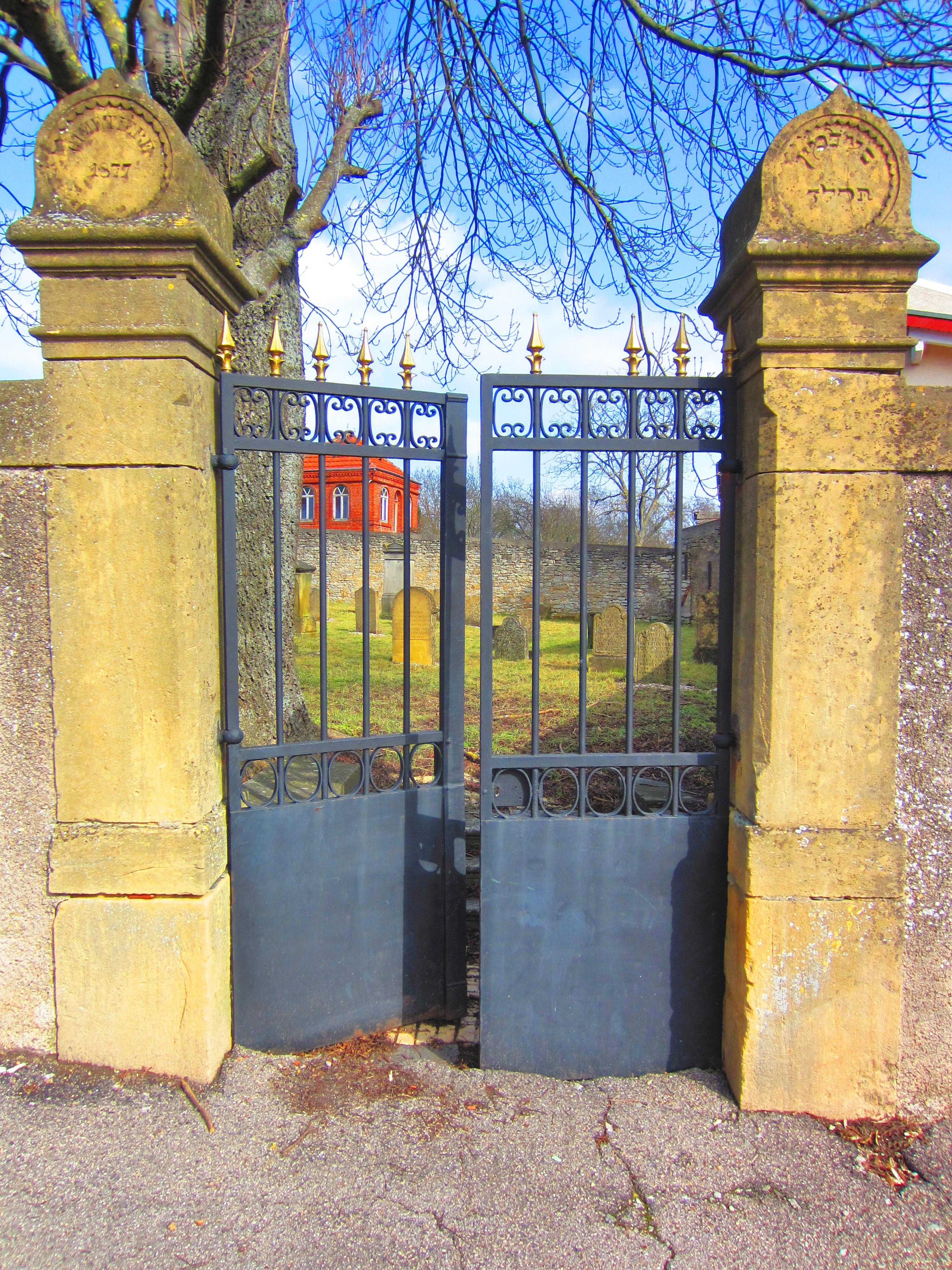
Cimetière israélite de Boulay-Moselle

Le 12 octobre, Raphaël est conduit à la prison de Metz, puis il est traduit devant un tribunal. Lors de son procès à Metz, de nombreux témoins défilent. La plupart témoignent à charge, dont neuf femmes dont les dépositions sont d’une grande violence. Bien que certains, dont Raphaël Levy lui-même, mettent en avant les incohérences des accusations (le petit garçon était encore vivant à 15 heures alors que Levy avait déjà entamé le chemin de retour, la couleur de son cheval n'est pas celle décrite par les accusés) et le fait que ces témoins à charge se contredisent, on dénonce des « crimes rituels », « profanations d'hosties », et le 16 janvier, le parlement de la ville, assemblé en cour de justice, le déclare coupable de meurtre. D'autres Juifs sont jetés en prison.
Nonobstant la torture (dont question ordinaire et extraordinaire) à laquelle il est soumis, Raphaël Levy continue de proclamer son innocence et la fidélité à sa foi. Il est brûlé vif le 17 janvier 1670 à Glatigny.    
Ensuite, le Parlement de Metz interdit aux Juifs de célébrer le culte hors la synagogue. Les syndics de la communauté saisissent le roi, alors Louis XIV, qui leur reproche la lenteur de leur réaction, ayant eu lieu après le supplice de Lévy. Il intervient pour faire libérer les Juifs encore emprisonnés. Un arrêt du Conseil du roi aurait valeur de réhabilitation de Raphaël Lévy.

### Postérité de l'affaire
Les Archives Israélites contiennent quelques vers de Mme Charlette P. Merlieux (née Polack, précise Drumont) (v. 1798-1849), en l’honneur du martyr :   
Ombre de Raphaël, pourquoi ta voix plaintive
De tes tristes accents vient-elle me troubler ?
Pourquoi, quittant les cieux, ton âme fugitive,
Errante, à mes regards vient-elle se montrer ?
En vain ma faible voix de ta vertu sublime,
Cherche à redire ici le noble dévouement.
Tu mourus en héros, et ton cœur magnanime

Bénit avec ferveur le nom du Tout-Puissant.
En 1886, Édouard Drumont relatera avec maints détails cette affaire dans son ouvrage antisémite La France juive où il écrit « La mort de cet homme fut véritablement superbe ».
Selon Pierre Birnbaum, le petit Didier a probablement été la victime d'une bête sauvage. Il rappelle également le préjugé selon lequel les Juifs feraient couler le sang des enfants chrétiens pour fabriquer des matza, c'est-à-dire du pain non levé - alors que la Loi juive leur interdit tout contact avec le sang de quelque animal que ce soit.